# Fāraskūr
Fāraskūr (arabiska: فارسكور) är en ort i Egypten.   Den ligger i guvernementet Damietta, i den norra delen av landet, 150 km norr om huvudstaden Kairo. Fāraskūr ligger 15 meter över havet och antalet invånare är 58 284.
Terrängen runt Fāraskūr är mycket platt. Runt Fāraskūr är det mycket tätbefolkat, med 1 056 invånare per kvadratkilometer. Närmaste större samhälle är Damietta, 13,4 km nordost om Fāraskūr. Trakten runt Fāraskūr består till största delen av jordbruksmark.